# Елов певец
Еловият певец  (Phylloscopus collybita) е вид птица от семейство Phylloscopidae. Среща се и в България.

## Физически характеристики
Еловият певец достига дължина 10 – 12 cm. Мъжките тежат 7 – 8 грама, а женските – 6 – 7 грама.

## Разпространение
Еловият певец се среща в Европа и Азия, на изток от източен Сибир и на север до около 70oN, като има и изолирани популации в северозападна Африка, северна и западна Турция и северозападен Иран. Мигрираща птица е, но е сред първите, които през пролетта се завръщат в областите, където се размножават, и е сред последните, които отлитат късно наесен.

## Начин на живот и хранене
Еловият певец се храни с насекоми, предимно мухи, както и яйца и ларви на пеперуди. Изяжда насекоми, колкото една трета от теглото си дневно, а през есента се храни почти непрекъснато и така натрупва допълнителна мазнина, която използва като енергиен запас по време на дългия миграционен прелет.